# Улягир
Уляги́р — посёлок в Сковородинском районе Амурской области России. Входит в городское поселение Рабочий посёлок (пгт) Уруша.

## География
Расположен на Транссибе в 37 км к западу от районного центра, города Сковородино, и в 30 км к востоку от центра городского поселения, пгт Уруша. Автодорога Чита — Хабаровск проходит в 2 км южнее населённого пункта.

## История
Станция расположена в таёжной местности на пологом склоне у одноимённой речушки (система р. Ольдой). Основана в 1911 г. при строительстве Западно — Амурской ж.д.

## Топонимика
Название эвенкийского происхождения от слова «улягир» со значением «раньше копали», «уллэк» со значением «копать», др.вариант «улек» — «обман».

## Население
| 2002 | 2010 | 2012 | 2013 | 2014 | 2015 | 2016 |
| ---- | ---- | ---- | ---- | ---- | ---- | ---- |
| 13   | ↘6   | ↘4   | →4   | →4   | →4   | ↘3   |
| 2017 | 2018 | 2021 |      |      |      |      |
| →3   | ↘2   | ↘0   |      |      |      |      |

## Инфраструктура
- Станция Улягир на Транссибе (Забайкальская железная дорога).